# Furutorp
Furutorp är en småort i kommundelen Elfvik i Lidingö kommun i Stockholms län. Furutorp ligger på nordöstra delen av Lidingö, på norra sidan om Hustegafjärden och begränsas i norr av Elfviksvägen.